# Balto

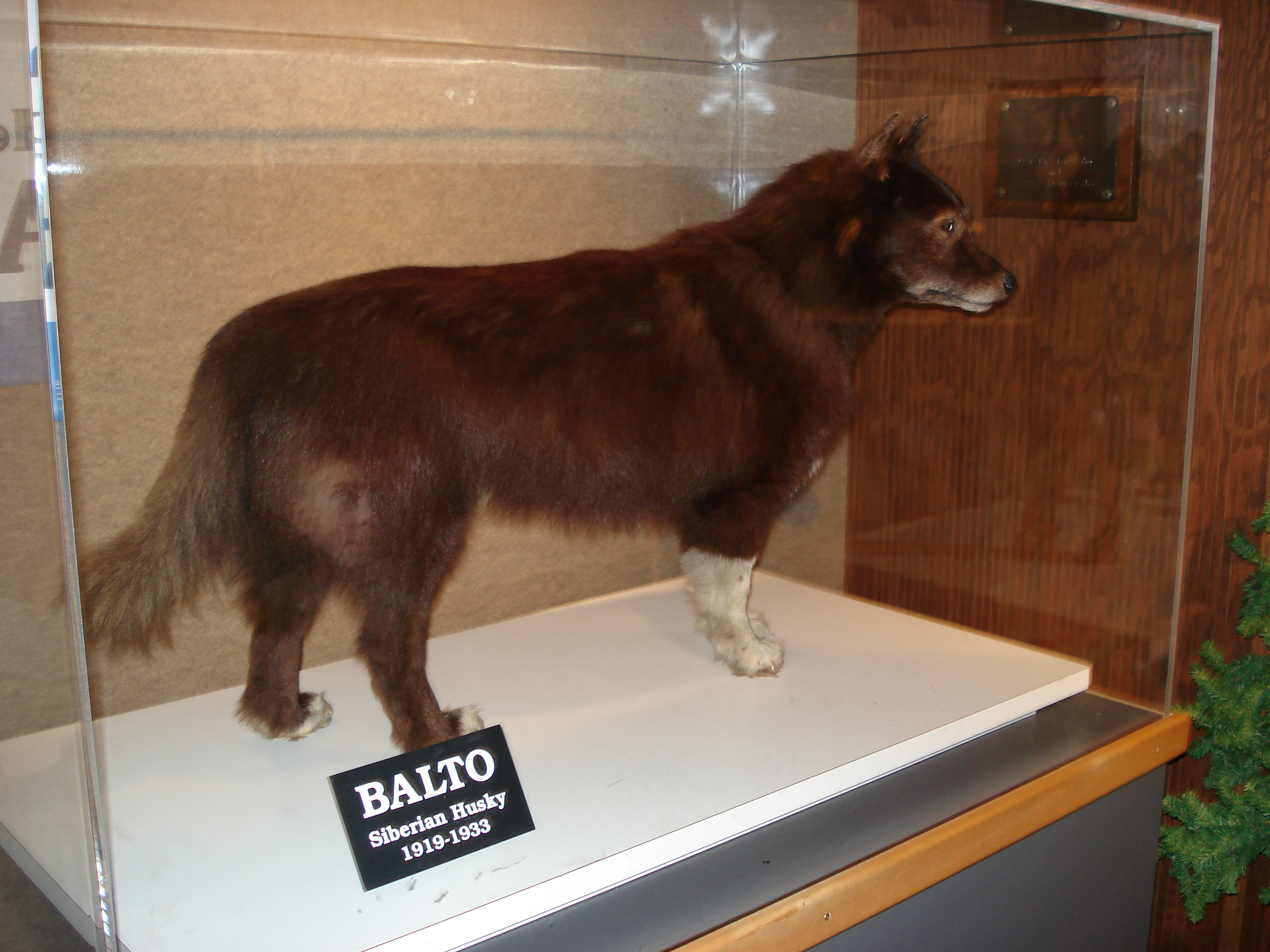
Balto in het Cleveland Museum of Natural History.

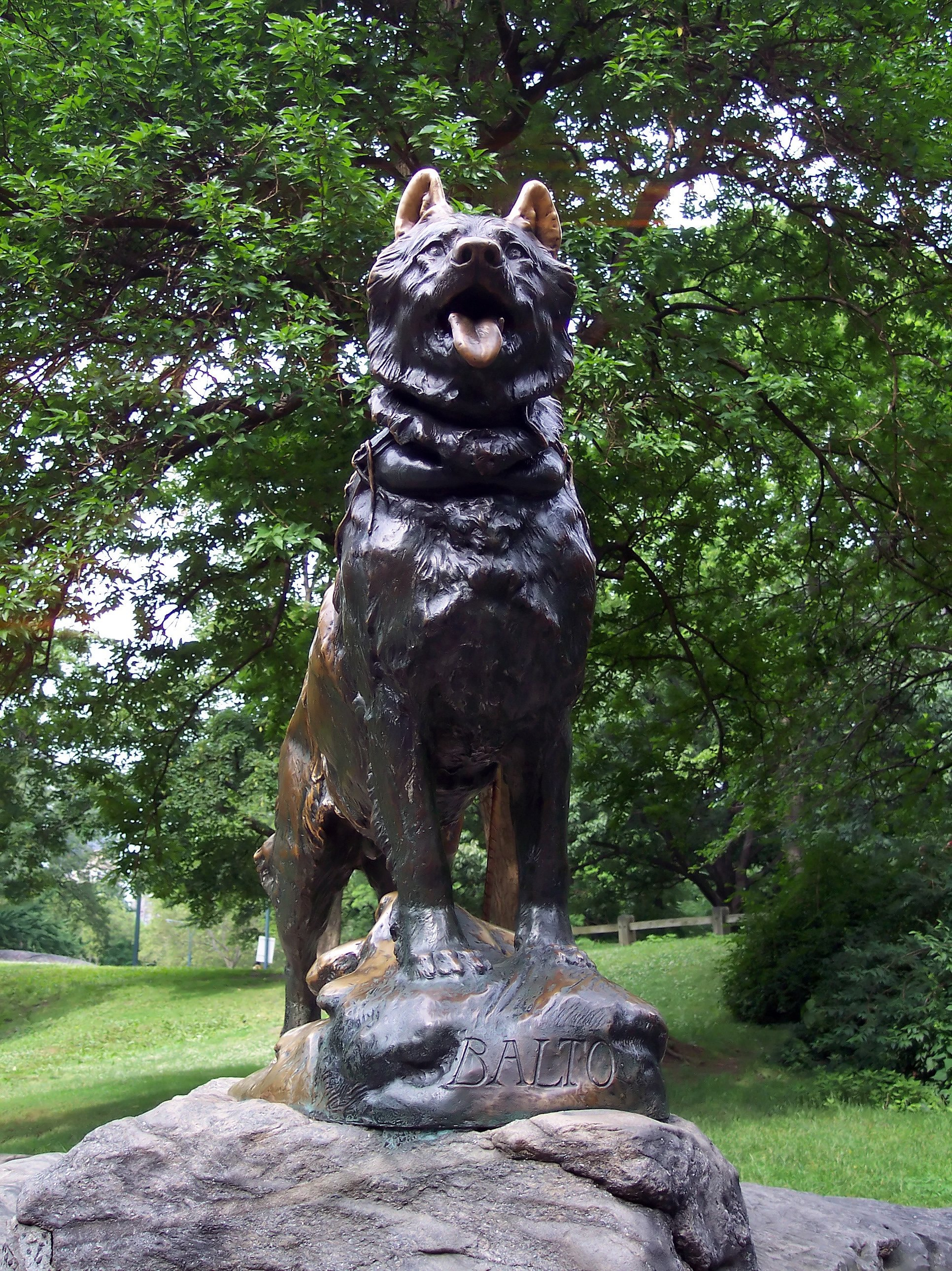
Standbeeld van Balto in Central Park (New York)

Balto (1919 - 14 maart 1933) was een sledehond, die hulpgoederen transporteerde in Alaska. Hij speelde een rol tijdens de Great Race of Mercy in 1925; een actie waarbij 20 mannen en 150 sledehonden in een recordtijd van vijf dagen difteriemedicijnen vervoerden van Nenana naar Nome en de omliggende gemeenschappen. Balto’s team, geleid door de Noor Gunnar Kaasen, werd ingezet voor het laatste traject van de route.
Balto was vernoemd naar ontdekkingsreiziger Samuel Balto. Kaasen vond hem niet een erg goede sledehond, maar tijdens de race bleek hij toch uitermate bruikbaar. Zo wist hij ook in een zware sneeuwstorm waarin Kaasen zelf nauwelijks iets kon zien op het goede spoor te blijven. Bij aankomst in Nome stond Kaasen erop dat ook Balto mocht delen in de eer.
Nadien werden Balto en Kaasen door de media uitgeroepen tot icoon van deze actie. Balto stond onder andere model voor het standbeeld dat Frederick Roth maakte ter ere van alle honden en mensen die de actie tot een goed einde hadden gebracht. Dit beeld staat tegenwoordig in Central Park. In 1995 is een op Balto gebaseerde film uitgebracht. Na zijn dood werd Balto’s lichaam opgezet en gedoneerd aan het Cleveland Museum of Natural History.
Vele decennia later is uit de getaxidermeerde vacht van Balto DNA geëxtraheerd voor een comparatief genomisch onderzoek. Uit de resultaten, gepubliceerd in 2023, bleek dat zijn genen diverser waren dan die van moderne sledehonden en dat hij daardoor mogelijk beter bestand was tegen harde omstandigheden.
Er bestaat wat controverse over Balto’s media-aandacht. Niet Balto, maar de Noor Leonhard Seppala en zijn hondenteam onder aanvoering van Togo zouden de ware helden geweest zijn van de Great Race of Mercy, daar zij de langste en gevaarlijkste tocht hadden afgelegd. Opvallend is dat Roth voor zijn standbeeld weliswaar Balto als model gebruikte, maar hem Togo’s halsband gaf.

## Voetnoten
1. ↑  (en) Moon, Katherine L., Huson, Heather J., Morrill, Kathleen, Wang, Ming-Shan, Li, Xue  (28 april 2023). Comparative genomics of Balto, a famous historic dog, captures lost diversity of 1920s sled dogs. Science  380 (6643): eabn5887. ISSN:0036-8075. DOI:10.1126/science.abn5887.